# Margarita Ruiz Altisent
Margarita Ruiz Altisent es una doctora ingeniera agrónoma española, pionera en España en la investigación de las propiedades físicas de los productos agrícolas y la aplicación de tecnología para que frutas y hortalizas lleguen al consumidor con la mayor calidad. Ha fundado y dirigido el equipo de investigación LPF-TAG (Laboratorio de Propiedades Físicas-Tecnologías Avanzadas en Agroalimentación) de la Universidad Politécnica de Madrid UPM), es autora de más de 160 artículos y cuenta con varias patentes a su nombre, además de desarrollar una extensa carrera como docente.   

## Educación
Ruiz Altisent se decantó por la ingeniería agronómica, carrera que desarrolló en la Escuela Técnica Superior de Ingeniería Agronómica, Alimentaria y de Biosistemas (ETSIAAB) de Universidad Politécnica de Madrid. En 1970 consiguió el título de ingeniera agrónoma  y tres años después el de doctora. Sus estudios tuvieron lugar en una época en la que apenas había mujeres en esa rama de la ingeniería, solo 11 mujeres entre 700 hombres, lo que suponía un porcentaje de un 1,6%.  
Valora en la misma medida la capacidad de hombres y mujeres en la investigación, y es partidaria de que los equipos de trabajo estén compuestos por ambos de manera equilibrada porque la diversidad aumenta la eficacia en la solución de problemas a través de la ingeniería. 
Estudió asimismo en la Universidad de California en Davis donde obtuvo un Master of Science in Engineering.
Su trayectoria profesional siempre ha estado ligada a la UPM. En 2001 se le concedió la cátedra en el área de conocimiento de "Ingeniería Agroforestal"  y desde 2018 es catedrática emérita de esa misma institución.

## Investigación
Su vocación como investigadora apareció muy pronto, participando en proyectos en España, Alemania y California.

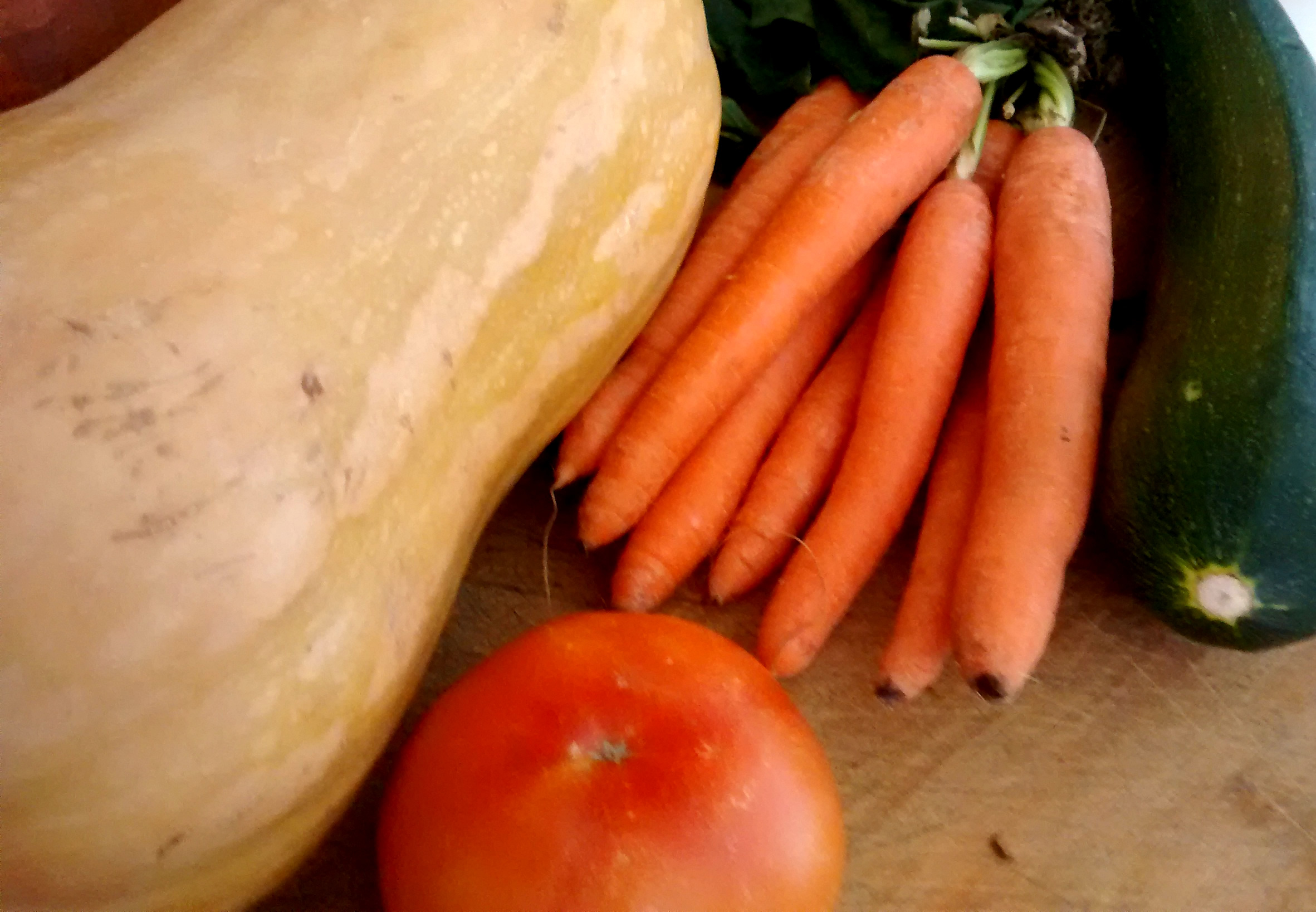
Productos agrícolas.

Consciente de la importancia que la producción agraria tiene en España, su actividad como investigadora, de la que es pionera, tiene como objeto el estudio de frutas y hortalizas, utilizando para su análisis los mismos modelos que para cualquier otro tipo de material en ingeniería, si bien teniendo en cuenta las características propias de los vegetales. Gran parte del trabajo se ha centrado en desarrollar técnicas que permitan el control, la supervisión, la automatización y la certificación de la calidad.
En 1990 fundó el Laboratorio de Propiedades Físicas de Productos Agrícolas (LPF), al que 20 años después se le añadieron las siglas TAG (Tecnologías Avanzadas en Agroalimentación), pasando a denominarse LPF-TAGRALIA, grupo de investigación de la Escuela Técnica Superior de Ingeniería Agronómica, Alimentaria y de Biosistemas de la Universidad Politécnica de Madrid, que dirigió durante unos años y en el que sigue participando. 
Como investigadora se centró en un principio en la mejora genética de las plantas, para seguir después en áreas como la mecanización y la utilización de sensores. Su labor en la investigación la ha llevado a publicar más de 160 artículos como miembro del grupo LPF_TAGRALIA y a registrar patentes a su nombre, como un sensor de firmeza de frutos por impacto y un medidor instantáneo y no destructivo del sabor de los frutos mediante radiación óptica. Desde 1984, ha dirigido o participado en más de 60 proyectos tanto en España como en países europeos.
Forma parte de prestigiosas instituciones del sector nacionales e internacionales, donde ha ocupado cargos de relevancia en algunas de ellas. Es miembro de la Sociedad Española de Ciencias Hortícolas (SECH) y de la Sociedad Española de Agroingeniería, donde ha sido presidenta y vicepresidenta. También forma parte de la International Commission of Agricultural and Biosystems Engineering (CIGR),  la International Society for Horticultural Science (ISHS), la VDI (Verein Deutscher Ingenieure) y  la Accademia dei Georgofili en Florencia.
Forma parte de prestigiosas instituciones del sector nacionales e internacionales, donde ha ocupado cargos de relevancia en algunas de ellas. Es miembro de la Sociedad Española de Ciencias Hortícolas (SECH) y de la Sociedad Española de Agroingeniería, donde ha sido presidenta y vicepresidenta. También forma parte de la International Commission of Agricultural and Biosystems Engineering (CIGR),  la International Society for Horticultural Science (ISHS), la VDI (Verein Deutscher Ingenieure) y  la Accademia dei Georgofili en Florencia.
Ha escrito varios libros y participado en publicaciones con otros autores.

## Docencia
A esta faceta investigadora pronto sumó la de educadora, impartiendo clases desde 1974 en la UPM, la misma universidad en la que realizó sus estudios y en la que llegó a ocupar durante cuatro años el cargo de vicerrectora a principios de los años 80, siendo una de las primeras mujeres en España en ostentar este cargo.
Sus áreas de conocimiento engloban aspectos como la calidad de producto y procesos, tecnología de sensores, líneas de manipulación de producto y tecnologías avanzadas en agroalimentación.
Como educadora, ha realizado actividades de acreditación de planes de estudio (grados y másteres universitarios) y de evaluación del  profesorado para agencias españolas, como ANECA y ANEP, y extranjeras. Desde que España entró en la Unión Europea ha participado en el seguimiento y evaluación final de programas-marco europeos.
Además de sus actividades educativas y de investigación, Margarita Ruiz Altisent forma parte desde sus inicios del Coro de la Universidad Politécnica de Madrid que se creó en su etapa como rectora en 1983.

## Premios y reconocimientos
- 2014: Award of Merit, otorgado por la Sociedad Europea de Ingenieros Agrónomos (EurAgEng) a quienes han contribuido mediante la ingeniería al desarrollo del sector agrario en Europa.[10]
- 2023: Reconocimiento del Colegio Oficial de Ingenieros Agrónomos de Centro y Canarias a Margarita Ruiz Altisent por su contribución a mejorar nuestras vidas con motivo del Día Mundial de la Ingeniería para el Desarrollo Sostenible celebrado cada 4 de marzo.[11]
- Medalla de oro de la UPM por su participación en tribunales de universidades extranjeras.[12]
- Premio Max Eith Gedenkmünze de la Asociación Alemana de la Ingeniería (VDI).[12]